# Chamaloc
 Chamaloc  là một xã thuộc tỉnh Drôme trong vùng Auvergne-Rhône-Alpes đông nam nước Pháp. Xã Chamaloc nằm ở khu vực có độ cao từ 471-1654 mét trên mực nước biển.